# Orde van de Moor

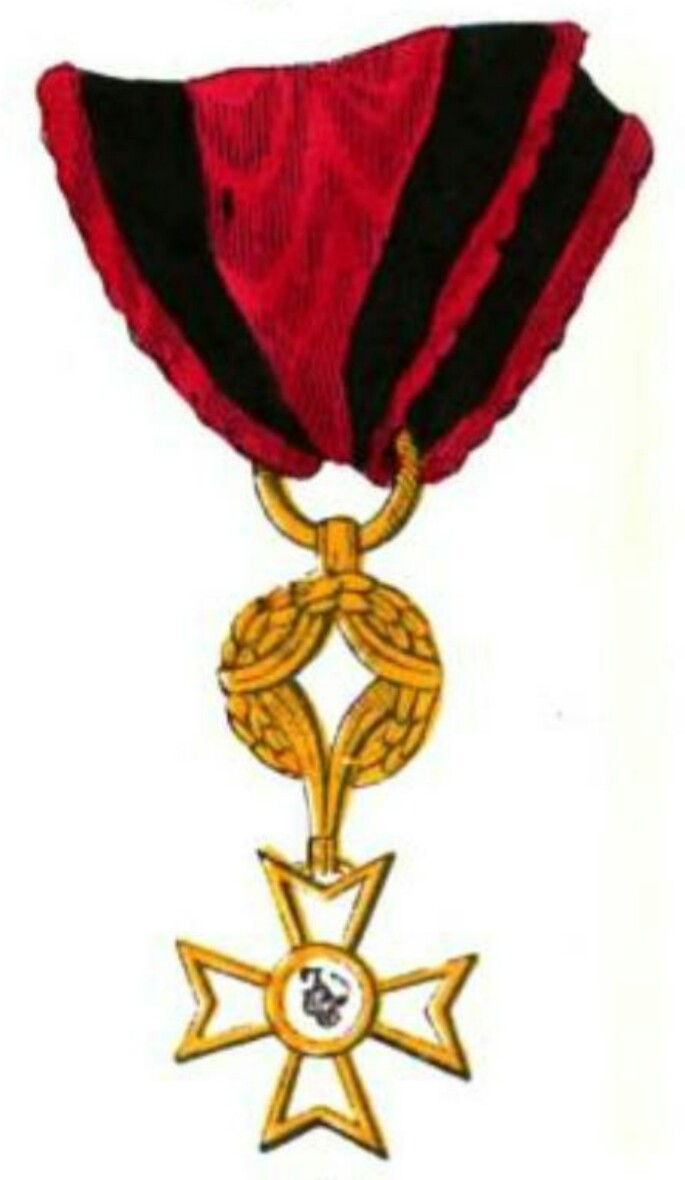
Orde van de Moor

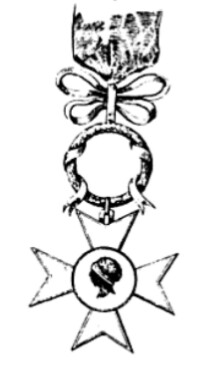
Orde van de Moor

Paus Pius VII heeft op 23 september 1806 een Orde van de Moor (Italiaans: Ordine del Moretto) ingesteld. Deze onderscheiding is geen echte ridderorde want zij werd alleen aan de President van het Schildersgilde van Rome, de" Academie van Sint-Lucas" verleend. Men kan de orde dus ook een ambtsinsigne noemen ware er niet het woord "orde" in de naam.
Zie in dit verband ook: De Orde van Sint-Cecilia.